# Le Thoult-Trosnay

Le Thoult-Trosnay este o comună în departamentul Marne, Franța. În 2009 avea o populație de 91 de locuitori.